# Chigubo (stad)
Chigubo was tot 2002 de hoofdplaats van het Chigubo District, gelegen in de provincie Gaza in Mozambique. Sinds 2002 is Ndidiza de hoofdplaats van het Chigubo District.